# Tom Wilson (actor)
Tom Wilson (27 de agosto de 1880-19 de febrero de 1965) fue un actor de cine mudo estadounidense, famoso por intervenciones en películas de  D. W. Griffith como El nacimiento de una nación (1915)  e Intolerancia (1916); como el policía malvado en The Kid de Charles Chaplin (1921) y como el entrenador de boxeo de Buster Keaton en Battling Butler (1926).
Con la llegada del cine sonoro, sus participaciones se redujeron a pequeños papeles para el resto de su larga carrera en el cine. Murió en 1965 a los 84 años.

## Filmografía
- Little Marie (1915)
- The Highbinders (1915)
- The Lucky Transfer (1915)
- El nacimiento de una nación (1915)
- Martyrs of the Alamo (1915)
- The Children Pay (1916)
- Intolerancia (1916)
- Hell-to-Pay Austin (1916)
- Pay Me! (1917)
- Shoulder Arms (1918)
- A Dog's Life (1918)
- The Greatest Question (1919)
- A Day's Pleasure (1919)
- Sunnyside (1919)
- The Professor (1919)
- The Kid (1921)
- Red Hot Romance (1922)
- My Wife's Relations (1922)
- Minnie (1922)
- Madame Behave (1925)
- Battling Butler (1926)
- Bring Home the Turkey (1927)
- Riley the Cop (1928)
- Strong Boy (1929)
- Road to Paradise (1930)
- La senda del crimen (The Doorway to Hell, 1930)
- Picture Snatcher (1933)
- Devil's Island (1939)